# Vulkane in Island
Im Nordatlantik haben die zahlreichen Vulkane Islands die gleichnamige Hauptinsel sowie etliche kleinere Inseln wie die Inselgruppe der Westmännerinseln oder die kleinen Inseln und Schären im Fjord Breiðafjörður geschaffen und nachhaltig geprägt. Es handelt sich bei Island um einen der wenigen Teile des Mittelatlantischen Rückens, der die Meeresoberfläche überragt.

## Geologische Bedingungen
Auf Island befinden sich etwa 31 aktive Vulkane, wobei für Geologen jeder Vulkan als aktiv gilt, der innerhalb der letzten 10.000 Jahre ausgebrochen ist. Allerdings hat jeder Vulkan seinen eigenen Rhythmus und innerhalb dessen seine eigenen Phasen intensiverer und weniger intensiver Ausbruchstätigkeit, und es gibt somit auch Vulkane wie zum Beispiel die Grímsvötn oder die Hekla, die ungefähr alle vier bzw. zehn Jahre ausbrechen.
Die besondere Dichte von Vulkanen auf Island erklärt sich durch die Lage auf dem Mittelatlantischen Rücken, einer Grabenbruchzone, und durch einen vermuteten Plume im Erdmantel unter der Insel, den Island-Plume. Der Mittelatlantische Rücken ist ein zumeist unterseeisches Gebirge und besteht aus zwei annähernd parallel verlaufenden Gebirgsketten mit einem tiefen Graben dazwischen. Er ragt nur an wenigen Stellen über die Meeresoberfläche hinaus. Eine dieser Stellen ist Island. Die Linie der vulkanisch aktiven Zone folgt dem Verlauf des Mittelatlantischen Rückens. Magma gelangt durch die Risse zwischen den auseinanderdriftenden Platten, der nordamerikanischen und der eurasischen, an die Erdoberfläche.
Diese Zone, an der die meisten aktiven Vulkane der Insel liegen, verläuft etwa diagonal über Island von Südwesten nach Nordosten: von Reykjanes bis zum Langjökull im Westen, von den Westmännerinseln über den Mýrdalsjökull und Vatnajökull bis Þeistareykir im Osten. Ungefähr in der Mitte des Landes erkennt man eine Abweichung nach Osten. Zwischen diesen beiden aktiven Gebirgsketten liegt die Zone der meisten Spalten und Spannungen und daher finden dort auch die stärksten Erdbeben statt, vgl. dasjenige mit Epizentrum bei Selfoss im Jahr 2000. Man vermutet hier eine Mikroplatte, die Hreppar-Platte.
Viele der bereits im Pleistozän aktiven Vulkane waren auch im Holozän aktiv. Durchschnittlich alle fünf Jahre kommt es bei einem der aktiven Vulkane zum Ausbruch. Nach dem Abschmelzen des Schildes der letzten Eiszeit scheinen sehr große effusive Eruptionen stattgefunden zu haben, bei denen bis zu 15 km³ Lava gefördert wurden. Die Schildvulkane wie Skjaldbreiður, Trölladyngja und Ketildyngja sind Zeugen davon. Später traten wieder mehr explosive Eruptionen auf, wie zum Beispiel vor 2800 Jahren ein bedeutender Ausbruch der Hekla, der 3 km³ Tephra auswarf. Es gab aber auch vorher schon mächtige explosive Eruptionen, zum Beispiel bei der Entstehung von Jökulsárgljúfur vor etwa 300.000 Jahren.
Der Gürtel aktiver Vulkane und damit die Plattengrenze befand sich nicht immer an derselben Stelle. Vor einigen Millionen Jahren lag der Gürtel nicht über der Reykjanes-Halbinsel, sondern weiter draußen in der Bucht Faxaflói, führte von da über die Halbinsel Snæfellsnes und in einem Bogen nach Norden in den heutigen Bezirk Húnavatnssýsla und lag dann nördlich des Landes. Als das Feuer dieses Vulkangürtels versiegte, verschob sich die Lage der vulkanischen Aktivität an die heutigen Stellen.
Die Halbinsel Snæfellsnes bildet eine Ausnahme von der Regel. Dort begann nach einer Pause von etlichen Millionen Jahren vor etwa vier Millionen Jahren eine weitere Phase der Aktivität, so dass man hier von einer vulkanisch aktiven Zone außerhalb der Riftzone sprechen muss. Immerhin liegen auf Snæfellsnes drei aktive Vulkansysteme, von denen das des Snæfellsjökull das bekannteste ist.

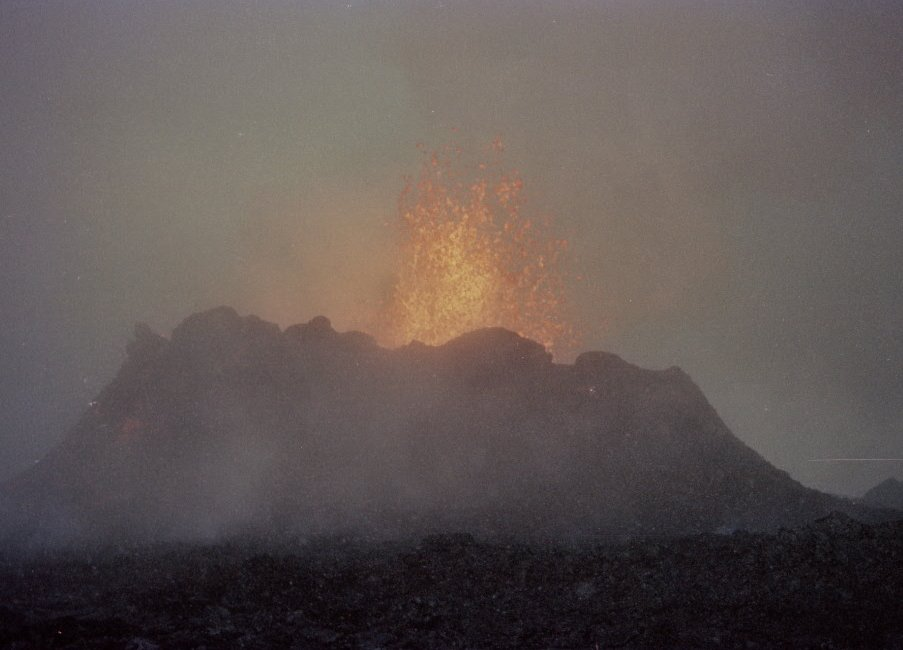
Schlackenkegel-Eruption im System der Krafla (1984)
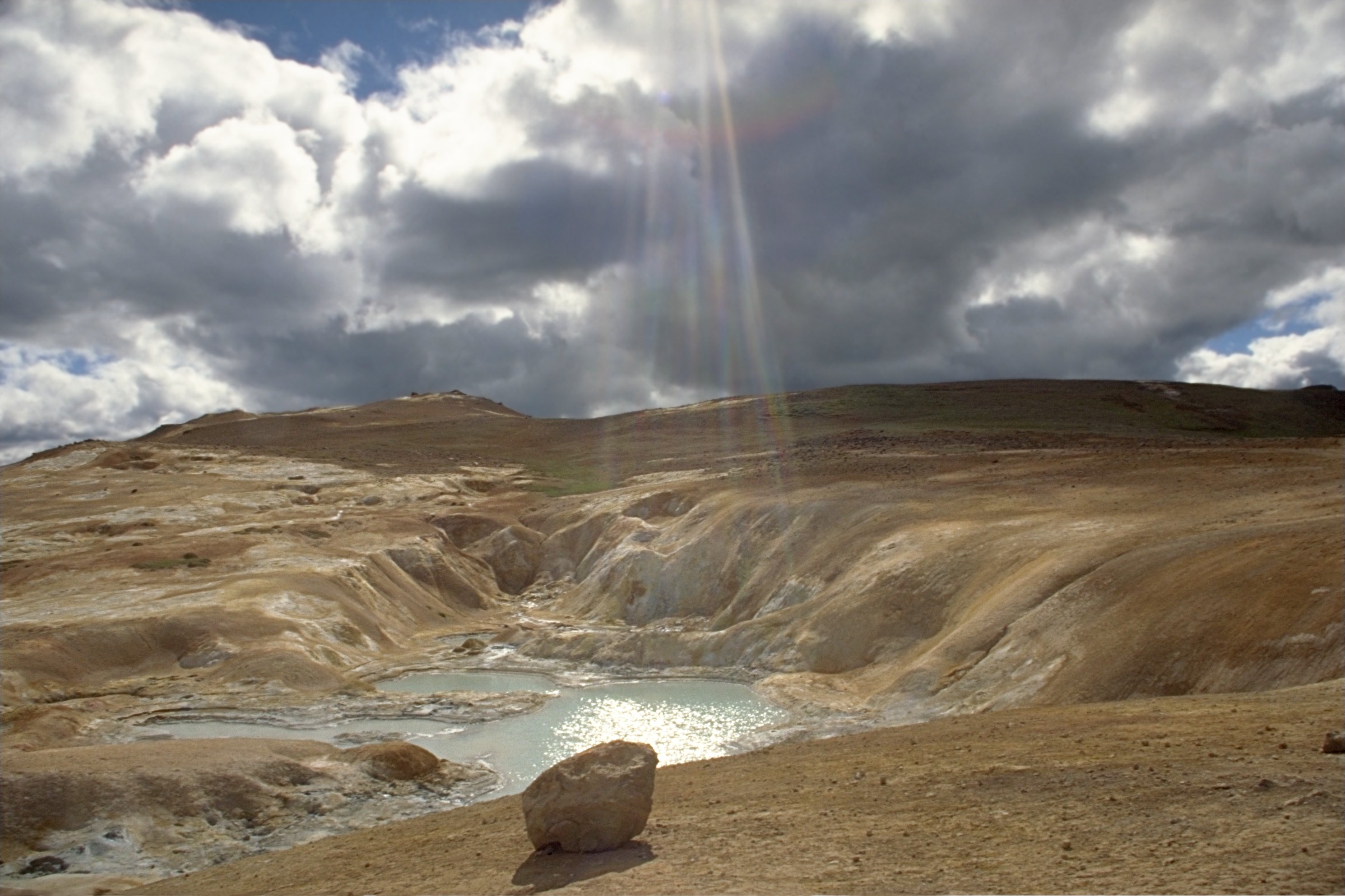
Die Kraterreihe Leirhnjúkur gehört zum Kraflasystem in Nordisland
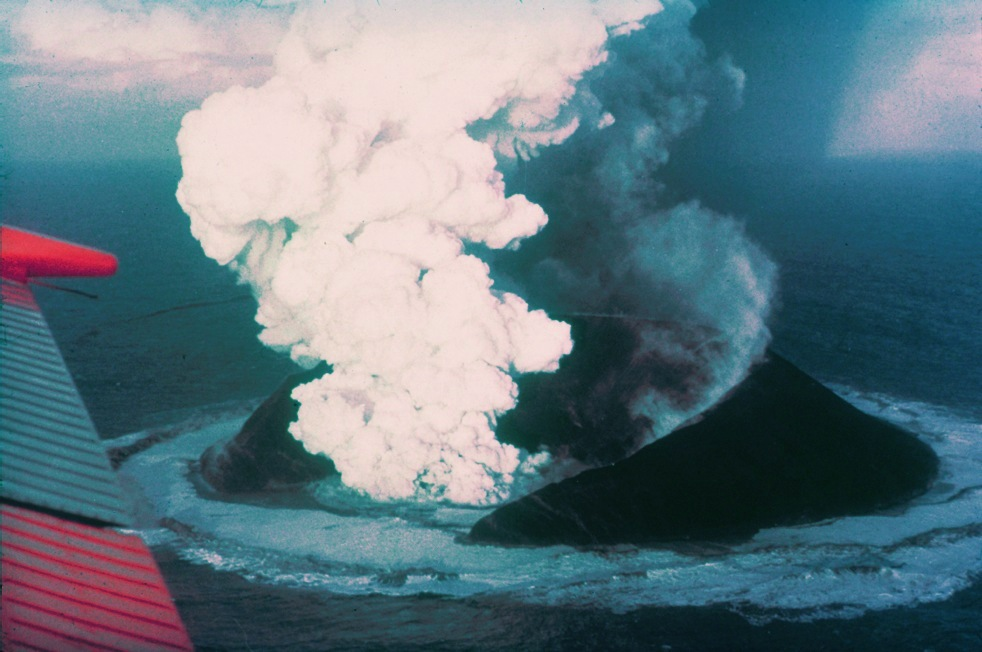
Surtsey: eine Insel entsteht (1963)
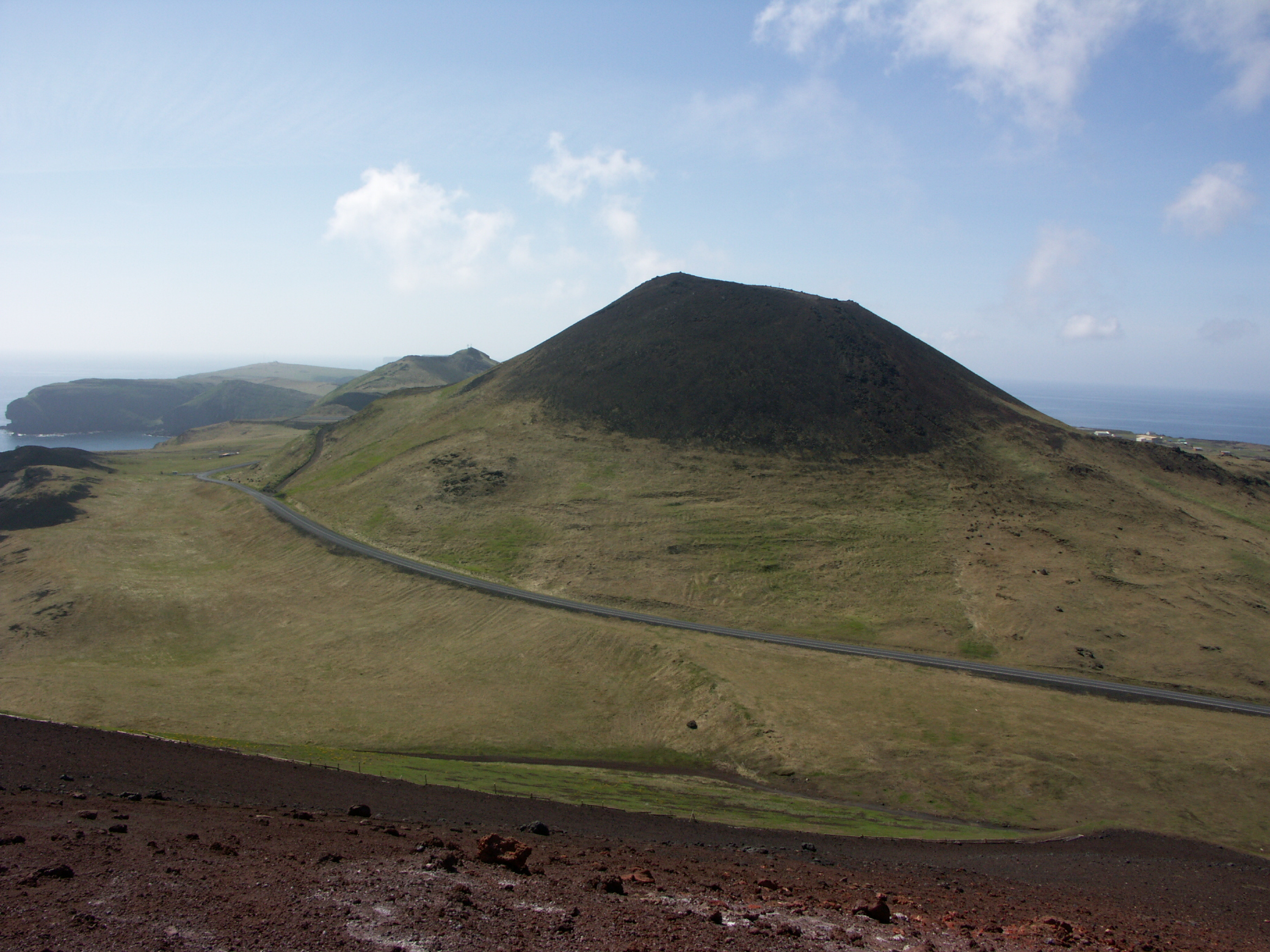
Helgafell auf Heimaey
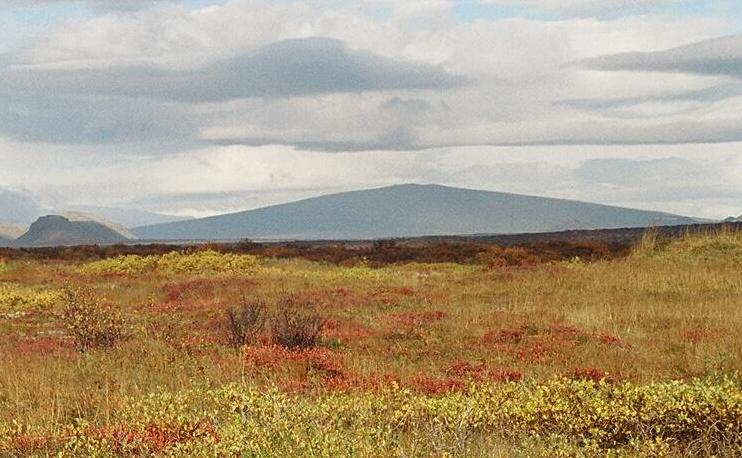
Schildvulkan Skjaldbreiður
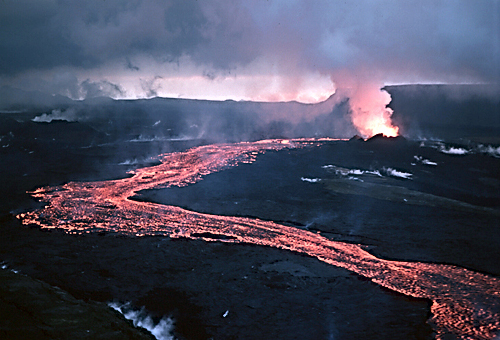
Effusive Phase der Eruptionsserie Kraflafeuer: Lavaströme und -fontainen (1984)
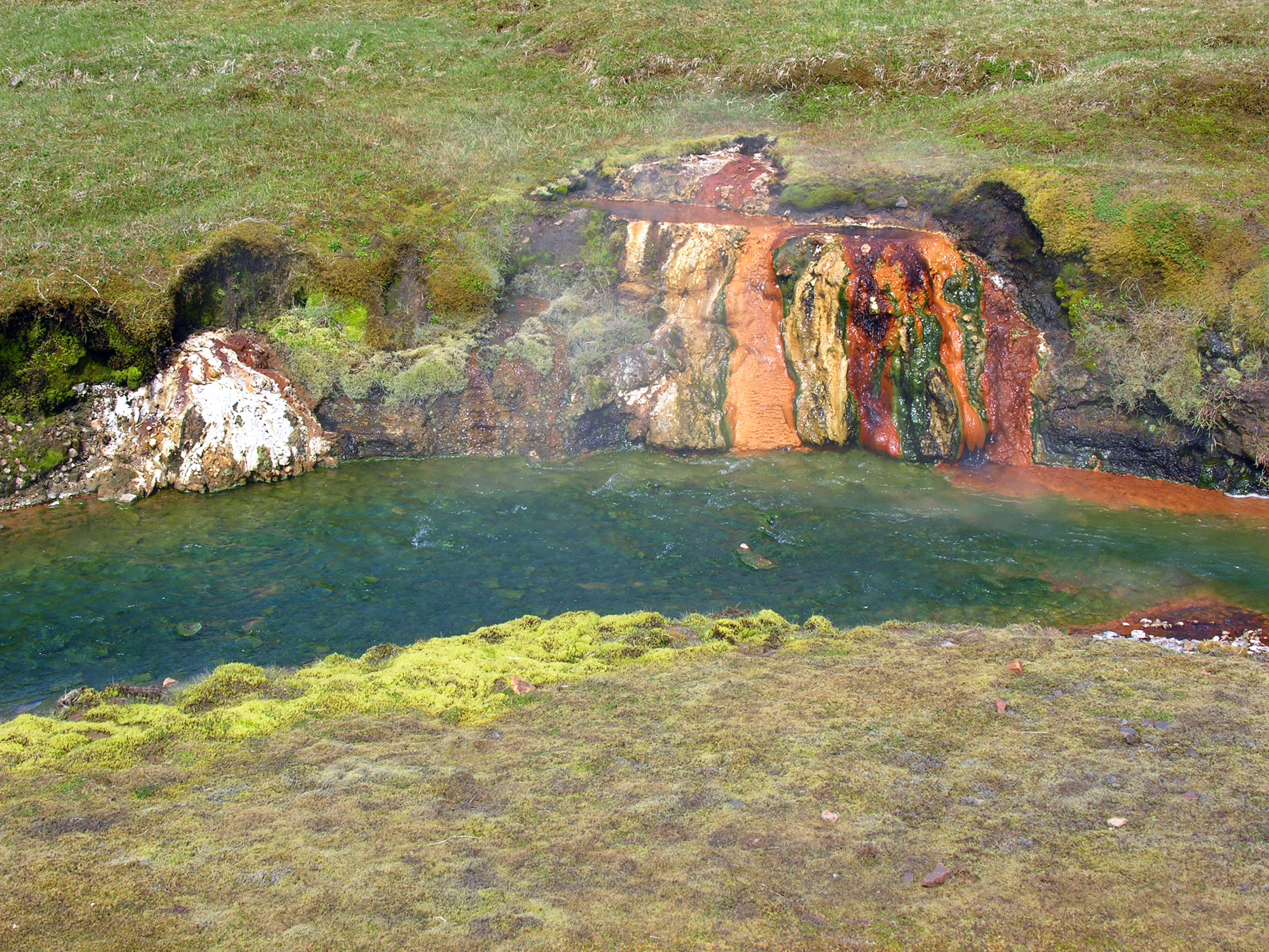
Heiße Quelle am Hengill
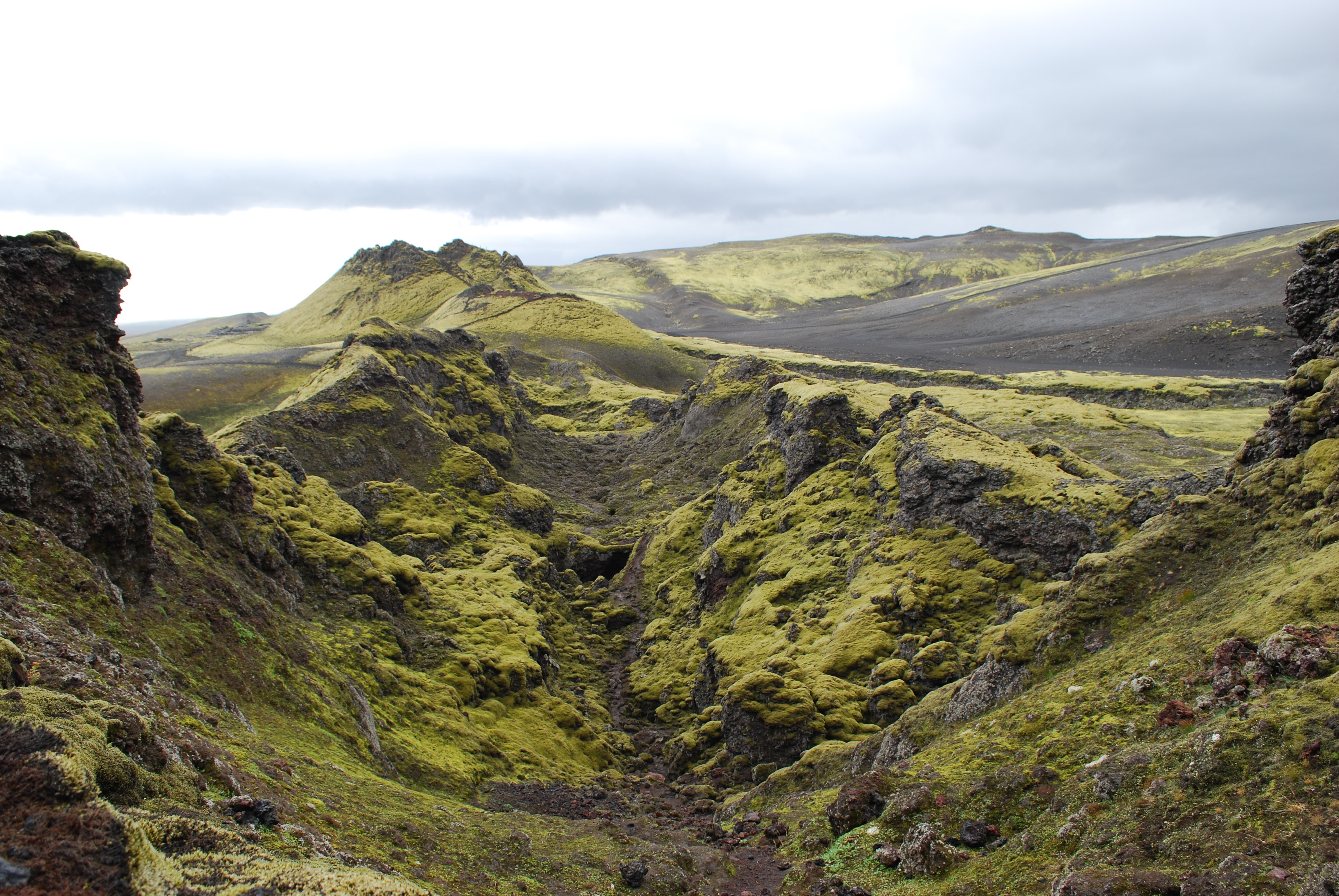
Die Kraterreihe der Laki-Krater
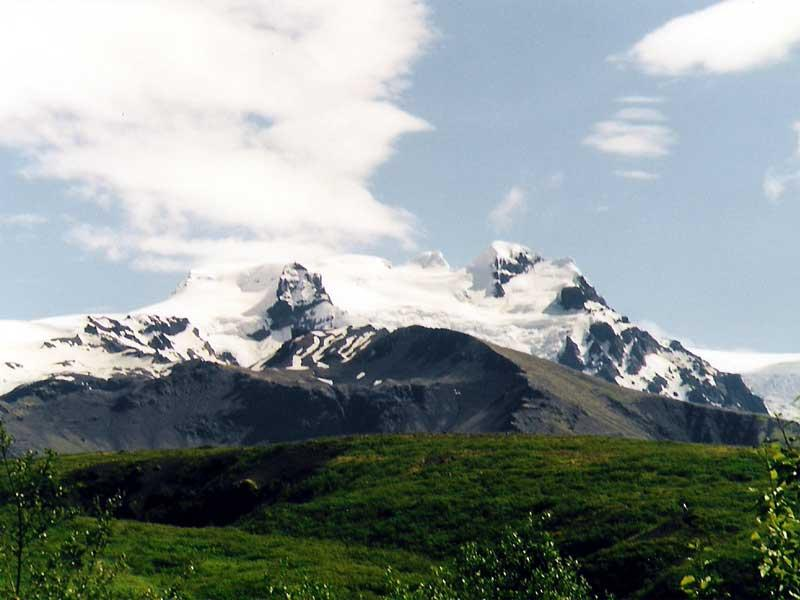
Vergletscherter Stratovulkan Hvannadalshnúkur
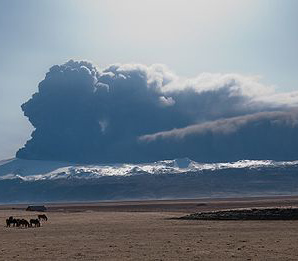
Eruptionssäule des explosiven Ausbruchs im Eyjafjallajökull (April 2010)
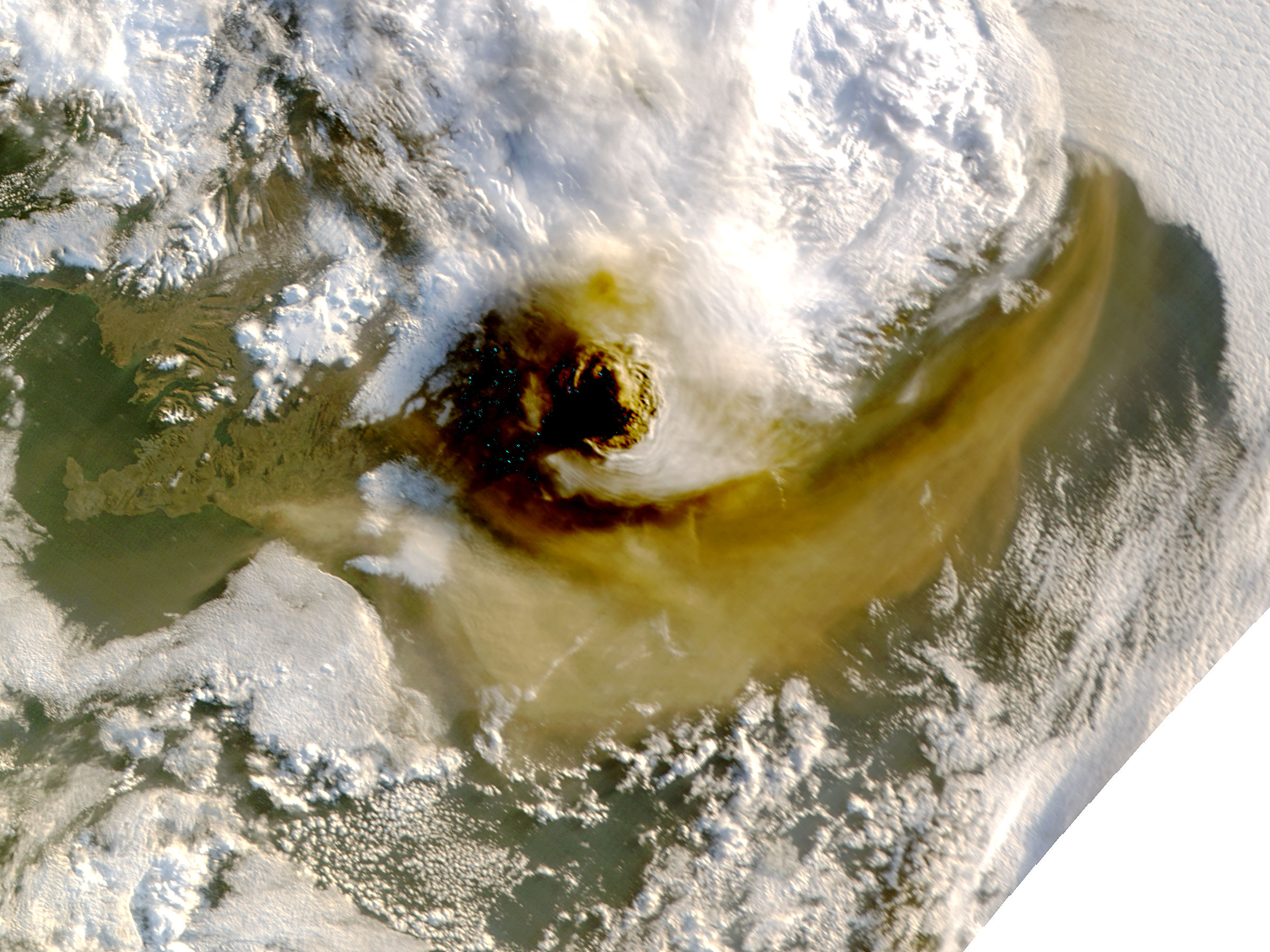
Ausbruchsäule des Grímsvötn (22. Mai 2011)
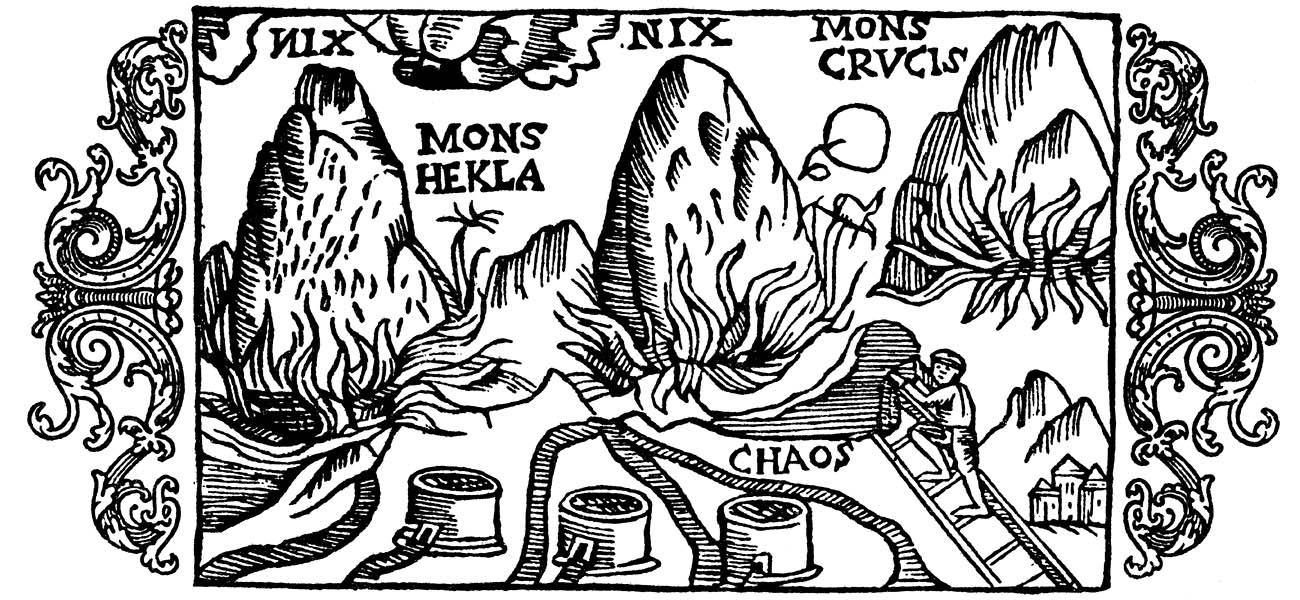
Historischer Stich aus dem 16. Jahrhundert
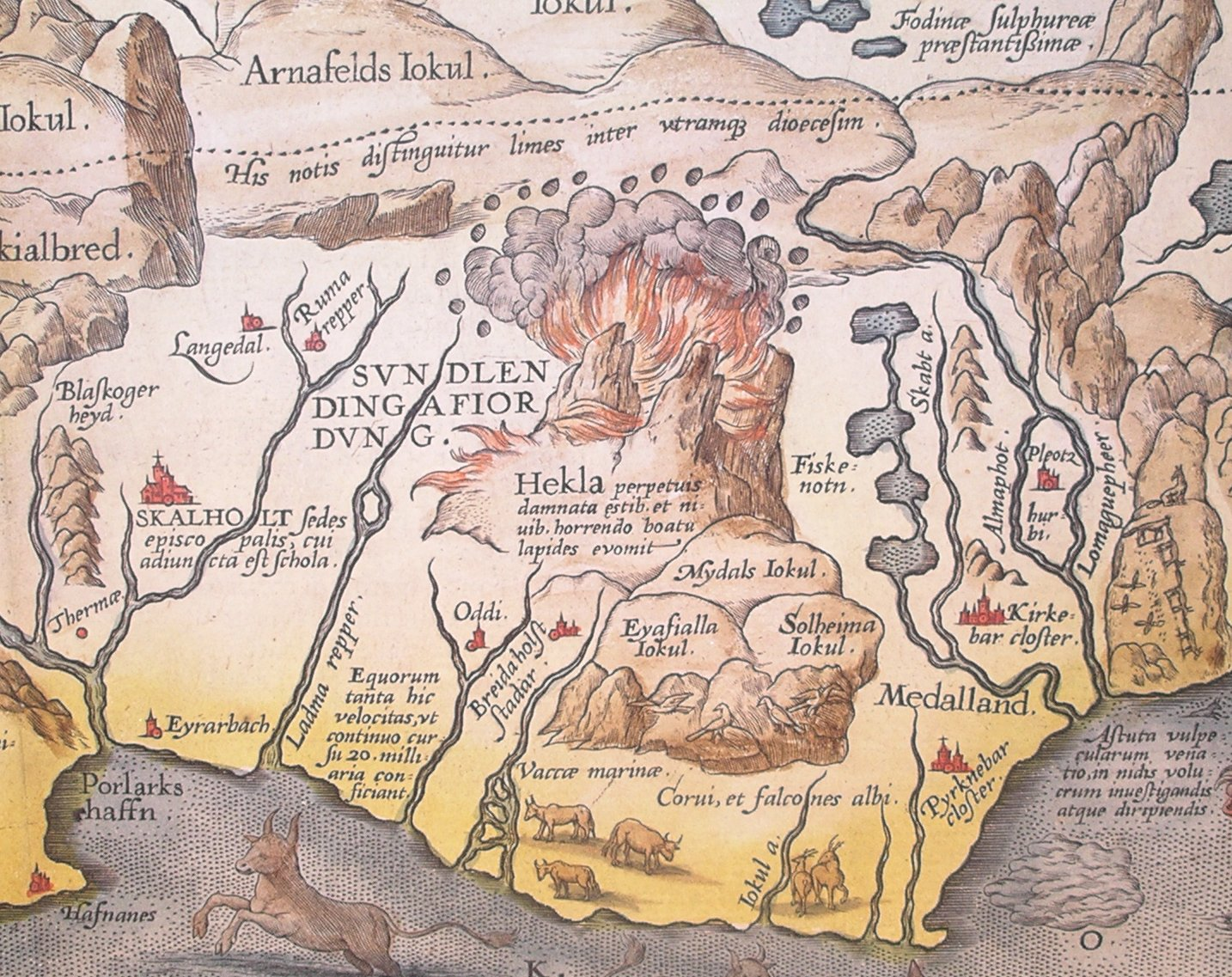
Hekla und die Seelen der Verdammten (1585)
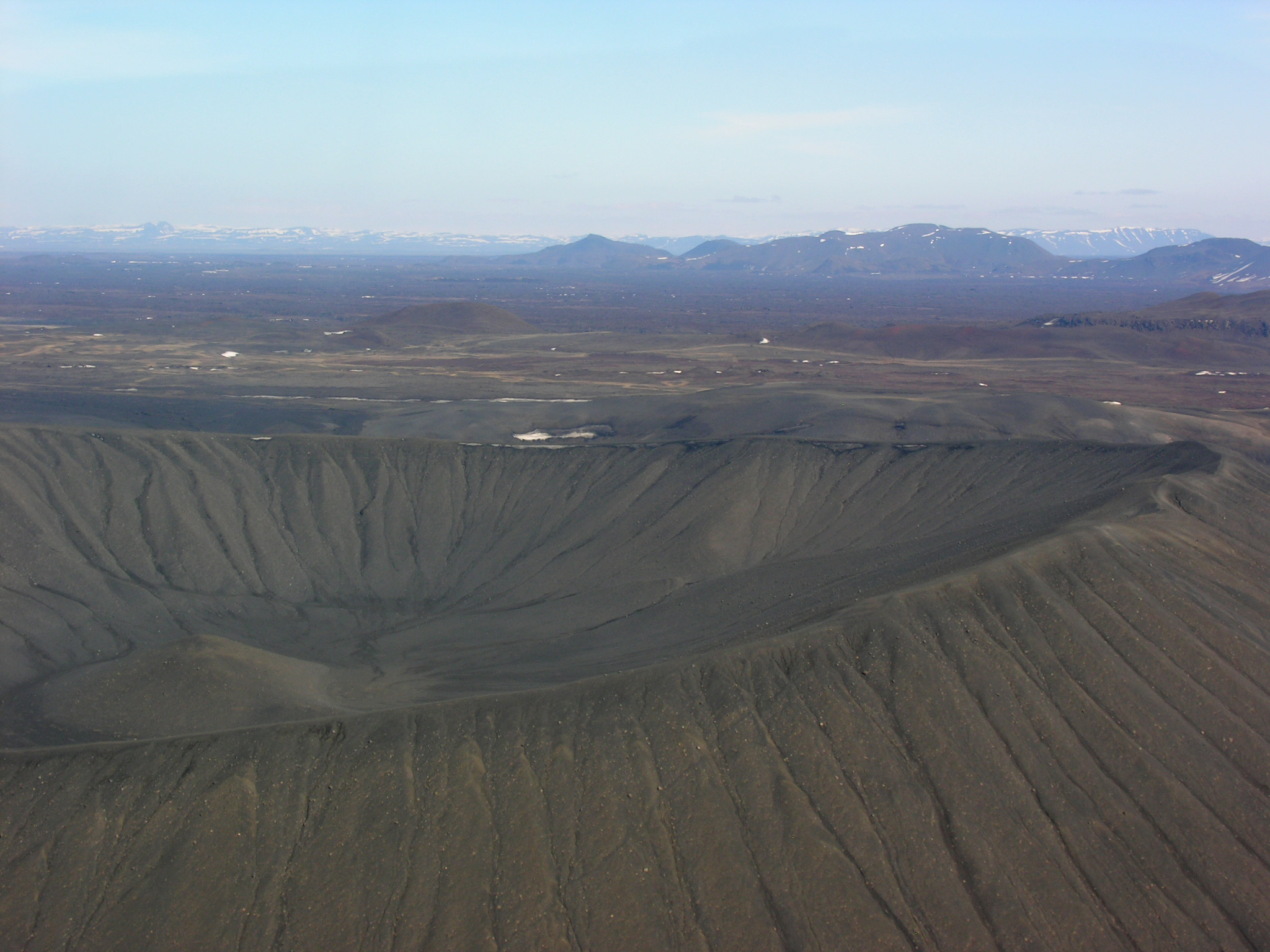
Blick vom Tuffring Hverfjall am Mývatn auf verschiedene weitere Vulkantypen: die Kraterreihe der Lúdentsborgir, einen Palagonitrücken und einen Tafelvulkan; in der Ferne links sieht man auf ein weiteres Vulkansystem: die Dyngjufjöll mit der Askja

## Die wichtigsten Vulkane

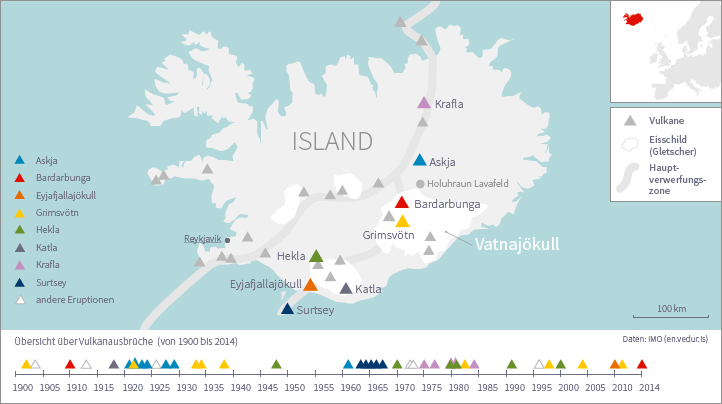
14 der zahlreichen isländischen Vulkane waren in den letzten 100 Jahren aktiv.
Auf der Karte und der Zeitleiste sind die Lage und die Ausbrüche der bekanntesten Vulkane Islands dargestellt. (Grafik: eskp.de/CC BY)

Die wichtigsten Vulkane auf Island sind:
Im Süden bzw. Westen des Landes:
Hekla, Mýrdalsjökull mit Katla, Eldgjá und den Laki-Kratern, Hvannadalshnjúkur (oder Öræfajökull), Esja, Snæfellsjökull, Ljósufjöll und Baula.
Im Norden des Landes und im Isländischen Hochland: der Gletscher Vatnajökull mit Bárðarbunga, Grímsvötn und den Kverkfjöll (siehe auch: Gletscherlauf) sowie die Vulkane Krafla, Hverfjall, Askja und Herðubreið sowie die Kerlingarfjöll beim Hofsjökull. Im Südosten befindet sich außerdem auch der Snæfell, der höchste Berg und Vulkan Islands außerhalb des Vatnajökull.
Außerdem befinden sich einige sehr aktive Vulkane auf den Vestmannaeyjar (Westmännerinseln) wie z. B. auf Surtsey oder der Eldfell auf Heimaey. Deren System ist vermutlich mit dem Mýrdalsjökull verknüpft, wie man bei Forschungsarbeiten bezüglich eines eventuellen Tunnelprojektes zwischen den Westmännerinseln und dem Festland enttäuscht feststellen musste: Für einen Tunnel ist der Meeresboden dort viel zu heiß.
Zu den vulkanisch sehr aktiven Hochtemperaturgebieten gehören außerdem das Gebiet des Hengill-Zentralvulkans mit Hveragerði und das Haukadalur in Südisland mit den bekannten Geysiren.

## Aktive Vulkansysteme und ihre Zentralvulkane
Unter „aktiv“ werden hier Vulkane verstanden, die innerhalb der letzten 10.000 Jahre ihren letzten Ausbruch hatten, teilweise also als schlafend gelten können (wie etwa der Snæfellsjökull):
| höchste Erhebung – Zentralvulkan | Höhe (m) | Gebirgsmassiv – Vulkansystem | Gebirgsmassiv – Vulkansystem | Letzte Eruption  |
| -------------------------------- | -------- | ---------------------------- | ---------------------------- | ---------------- |
| Hvannadalshnúkur                 | 2110     | Öræfajökull                  | Öræfajökull                  | 1727             |
| Bárðarbunga                      | 2010     | Bárðarbunga, Vatnajökull     | Bárðarbunga, Vatnajökull     | 2014             |
| Austur-Kverkfjöll                | 1933     | Kverkfjöll                   | Kverkfjöll                   | 1968             |
| Snæfell                          | 1833     | Snæfell                      | Snæfell                      | Pleistozän       |
| Hofsjökull                       | 1765     | Hofsjökull                   | Hofsjökull                   | Holozän          |
| Grímsvötn                        | 1720     | Grímsvötn, Vatnajökull       | Grímsvötn, Vatnajökull       | 2011             |
| Eyjafjallajökull                 | 1666     | Eyjafjallajökull             | Eyjafjallajökull             | 2010             |
| Tungnafellsjökull                | 1535     | Tungnafellsjökull            | Tungnafellsjökull            | Holozän          |
| Esja, Esjufjöll                  | 1522     | Esjufjöll, Vatnajökull       | Esjufjöll, Vatnajökull       | 1927             |
| Askja                            | 1510     | Dyngjufjöll                  | Dyngjufjöll                  | 1961             |
| Hekla                            | 1491     | Hekla                        | Hekla                        | 2000             |
| Snækollur                        | 1482     | Kerlingarfjöll               | Kerlingarfjöll               | unbekannt        |
| Ýmir                             | 1462     | Tindfjallajökull             | Tindfjallajökull             | Holozän          |
| Skaftárkatlar                    | 1460     | Grímsvötn                    | Grímsvötn                    | unbekannt        |
| Katla                            | 1450     | Mýrdalsjökull                | Mýrdalsjökull                | 1918             |
| Snæfellsjökull                   | 1446     | Snæfellsjökull               | Snæfellsjökull               | um 250 n. Chr.   |
| Hveravellir                      | 1355     | Langjökull                   | Langjökull                   | um 6800 v. Chr.  |
| Prestahnúkur                     | 1220     | Prestahnúkur, Langjökull     | Prestahnúkur, Langjökull     | um 3350 v. Chr.  |
| Torfajökull                      | 1190     | Torfajökull                  | Torfajökull                  | 1477             |
| Ljósufjöll                       | 1063     | Ljósufjöll                   | Ljósufjöll                   | 1148             |
| Kaldnasi, Helgrindurmassiv       | 988      | Lýsuskarð                    | Lýsuskarð                    | unbekannt        |
| Ketildyngja                      | 939      | Fremri-Námur                 | Fremri-Námur                 | 1875             |
| Krafla                           | 818      | Krafla                       | Krafla                       | 1984             |
| Skeggi                           | 803      | Hengill                      | Hengill                      | um 100 n. Chr.   |
| Hrafnabjörg                      | 763      | Hrafnabjörg                  | Hrafnabjörg                  | um 7000 v. Chr.  |
| Laugarfjall                      | 700      | Geysir                       | Geysir                       | unbekannt        |
| Vífilsfell                       | 655      | Brennisteinsfjöll            | Brennisteinsfjöll            | um 1380          |
| Þeistareykjabunga                | 564      | Þeistareykir                 | Þeistareykir                 | 1867             |
| Hrómundartindur                  | 561      | Hrómundartindur              | Hrómundartindur              | Pleistozän       |
| Álútur                           | 471      | Grensdalur                   | Grensdalur                   | unbekannt        |
| Fagradalsfjall                   | 385      | Fagradalsfjall               | Fagradalsfjall               | 2023             |
| Trölladyngja (Reykjanesskagi)    | 275      | Krýsuvík                     | Krýsuvík                     | um 1300          |
| Þorbjörn                         | 243      | Svartsengi                   | Svartsengi                   | Pleistozän       |
| Seyðishóll                       | 214      | Grímsnes-Vulkansystem        | Grímsnes-Vulkansystem        | vor 4000 v. Chr. |
| Eldfell, Heimaey                 | 200      | Westmännerinseln             | Westmännerinseln             | 1973             |
| Surtsey                          | 154      |                              |                              | 1967             |
| Sundhnúkur                       | 134      | Svartsengi                   | Svartsengi                   | 2025             |
| Gunnuhver                        | 40       | Reykjanesvulkansystem        | Reykjanesvulkansystem        | 1926             |
| Kolbeinsey                       | 5        | Kolbeinseyrücken             | submarines Vulkansystem      | 1755             |
| Njörður                          | −400     | Reykjanesrücken              | submarines Vulkansystem      | unbekannt        |

### Fotos und Videos
- Film Það er ei nema eldur og ís (dt. Da ist nichts als Feuer und Eis): Film über Vulkanismus in Island, besonders Gjálp/Grímsvötn 1996 und Kraflaeldur 1975-84, Video mit isländischem Kommentar

### Allgemeines und Vulkanüberwachung
- R.G. Trønnes, Nordic volcanological Institute, University of Iceland: Geology and geodynamics of Iceland (2070 KB; PDF)
- www3.hi.is: University of Iceland, Jónas Guðnason: Eldvirkni á Íslandi á nútíma (Zum Vulkanismus auf Island) (isländisch, 314 kB)
- Smithsonian Inst., Übersichtskarte bzgl. der isl. Vulkane mit Links (englisch)

- Isländisches Wetteramt: Vulkan- und Erdbebenüberwachung (englisch)
- Institut der Geowissenschaften, Univ. Island (englisch)

- Übersicht über die Vulkanausbrüche in Island im 20. und 21. Jahrhundert, IMO (englisch)

### Wissenschaftliche Beiträge
- Journal of Geodynamics, Vol. 43, Issue 1, January 2007, P´s 118-152, Hotspot Iceland, T. Thordarson, G. Larsen: Volcanism in Iceland in historical time: Volcano types, eruption styles and eruptive history. doi:10.1016/j.jog.2006.09.005.
- www.raunvis.hi.is: Erik Sturkell, Páll Einarsson e.al: Volcano geodesy and magma dynamics in Iceland (PDF; 4,0 MB)
- Zur Zusammensetzung der Gesteine (englisch)
- Sveinn Jakobsson, e.a.: The Three Igneous Rock Series of Iceland. In: Jökull 58, 2008 (PDF-Datei; 8,5 MB) (englisch)
- A. Schöpa: Subglacial Volcanism with examples from Iceland, Institute of Geology, TU Berg-Akademie Freiberg, OS 07-08 (PDF-Datei, englisch; 2,7 MB)
- H. Tuffen: Models of edifice growth and ice melting at the onset of subglacial basaltic eruptions, Journal of Geophysical Research (2006), Vol. 112, B3203 (PDF; 322 kB)
- R. Andrew, A. Gudmundsson: Distribution, structure, and formation of Holocene lava shields in Iceland, Journal of Volcanology and Geothermal Research, Vol. 168. Iss. 1–4, Nov. 2007, S. 137–154. doi:10.1016/j.jvolgeores.2007.08.011.

### Andere
- Länderportal mit Infos zum Vulkanismus Islands
- Blogeinträge des isländischen Vulkanologen und Geochemikers Haraldur Sigurðsson (isländisch)
- Blogeinträge des amerikanischen Vulkanologen Erik Klemetti, auch zu Island (englisch)